# Laetitia Meignan
Laetitia Irène Meignan (ur. 25 czerwca 1960 w Paryżu) – francuska judoczka.
Na Igrzyskach Olimpijskich w Barcelonie w 1992 zdobyła brązowy medal w wadze półciężkiej (wraz z Holenderką Irene de Kok). Do jej osiągnięć należy również dwa brązowe medale mistrzostw świata (1986, 1991); piąta w 1987 i 1993. Ma w swoim dorobku również siedem medali mistrzostw Europy: trzy złote (1991, 1992, 1993), i cztery brązowe (1986, 1987, 1988, 1990). Sześciokrotnie była mistrzynią Francji (1986, 1988, styczeń 1989, kwiecień 1989, grudzień 1989, 1991). Startowała w Pucharze Świata w latach 1986, 1987, 1991 i 1993.
Osiągała również sukcesy w kategorii open.